# Маркиз де Алькала де ла Аламеда

Герб муниципалитета Чусена, провинция Уэльва, автономное сообщество Андалусия

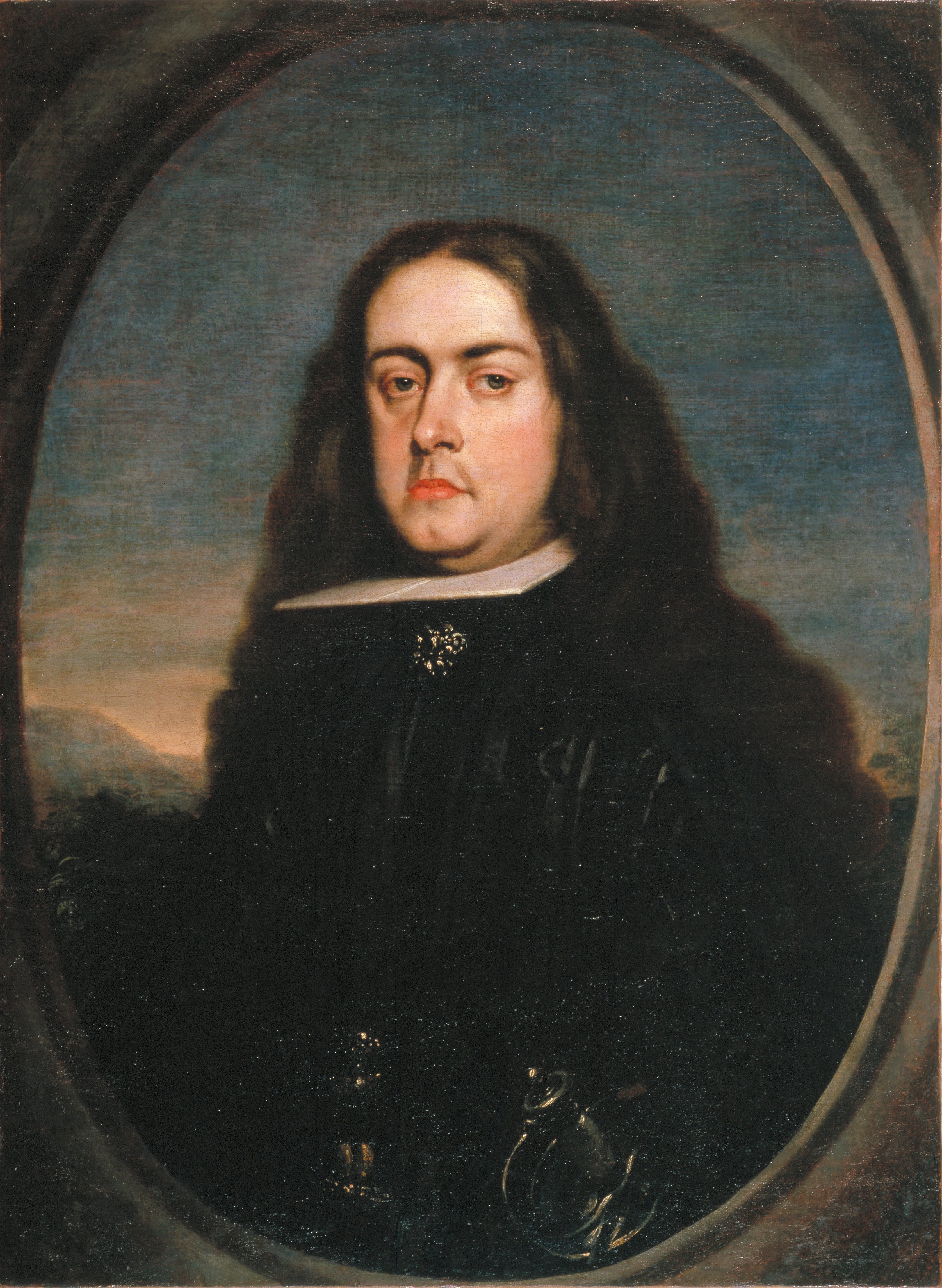
Хуан Франсиско де ла Серда (1637—1691), 8-й герцог де Мединасели, 4-й маркиз де Алькала де ла Аламеда

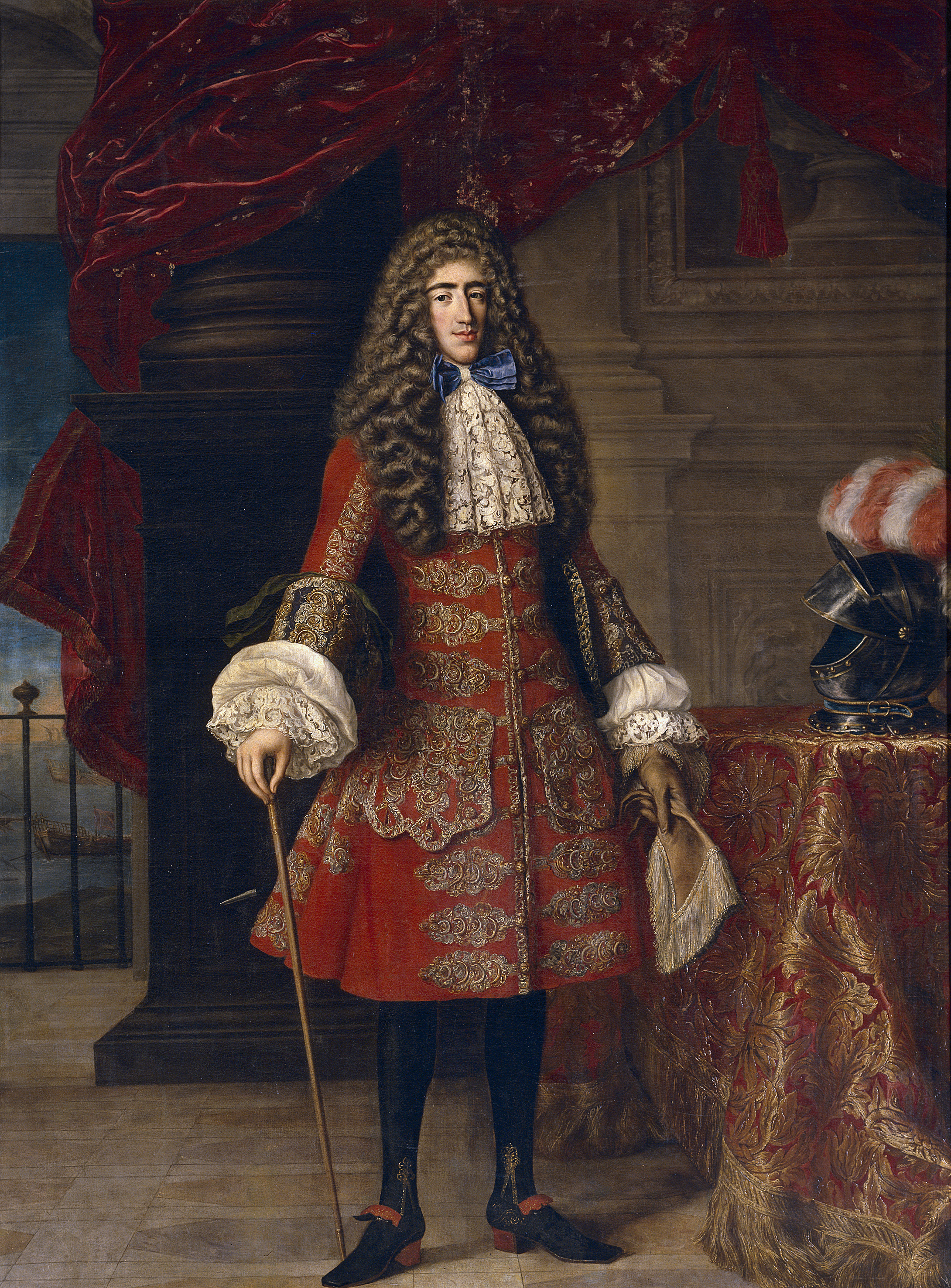
Луис Франсиско де ла Серда (1660—1711), 9-й герцог де Мединасели, 5-й маркиз де Алькала де ла Аламеда

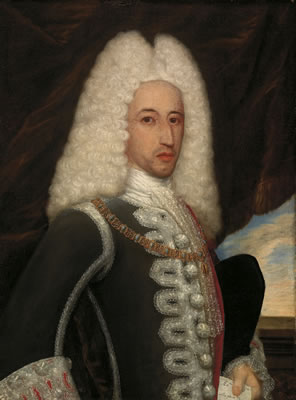
Николас Фернандес де Кордова и де ла Серда (1682—1739), 10-й герцог де Мединасели, 6-й маркиз де Алькала де ла Аламеда

Маркиз де Алькала́ де ла Аламе́да (исп. Marquesado de Alcalá de la Alameda) — испанский дворянский титул. Он был создан 30 января 1574 года королём Испании Филиппом II для Педро Лопеса Пачеко Портокарреро (ок. 1525 — 1599), барона Антелья в Королевстве Валенсия, сеньора вилл Чусена и Алькала де ла Аламеда в Королевстве Севилья и половины виллы Пурчена в Королевстве Гранада, рыцаря Ордена Сантьяго. Он был сыном Гарси Лопеса Портокарреро, сеньора де Чусена (? — 1526), и Аны де Серватон, баронессы де Антелья, придворной дамы королевы Жермены де Фуа.
Название маркизата происходит от названия виллы Алькала де ла Аламеда или Алькала де Хуана де Орта (в настоящее время муниципалитет Чусена), провинция Уэльва, автономное сообщество Андалусия.
В настоящее время обладателем титула является Виктория Елизавета фон Гогенлоэ-Лангенбург и Шмидт-Полекс (род. 1997), 20-я герцогиня де Мединасели и 15-я маркиза де Алькала де ла Аламеда.

## Список сеньоров и маркизов
|                                                                                | Титул | Период                                                          |
| Сеньоры де Алькала-де-Хуана-де-Орта (или Алькала-де-ла-Аламеда)                | Сеньоры де Алькала-де-Хуана-де-Орта (или Алькала-де-ла-Аламеда) | Сеньоры де Алькала-де-Хуана-де-Орта (или Алькала-де-ла-Аламеда) |
| ------------------------------------------------------------------------------ | --- | --------------------------------------------------------------- |
| I                                                                              | Алонсо Фернандес де Мармолехо (и Хуана де Орта, его жена), сеньоры де Торрихос |                                                                 |
| II                                                                             | Хуан Фернандес де Мармолехо, 2-й сеньор де Торрихос, сын предыдущего |                                                                 |
| III                                                                            | Педро Фернандес де Мармолехо, 3-й сеньор де Торрихос, сын предыдущего |                                                                 |
| IV                                                                             | Хуана де Мендоса (? — 1481), дочь предыдущего | -1481                                                           |
| V                                                                              | Педро Фернандес де Сааведра Старый (ок. 1463—1510), сын предыдущей | 1481-1510                                                       |
| VI                                                                             | Санчо де Эррера (и Мария де Айяла и Хуана де Мендоса, его сестры), дети предыдущего | 1510-1522                                                       |
| VII                                                                            | Гарси Лопес Портокарреро (? — 1526), сеньор де Чусена | 1522-1525                                                       |
| VIII                                                                           | Педро Лопес Пачеко Портокарреро (позднее 1-й маркиз), сын предыдущего | 1525-1599                                                       |
| Маркизы де Алькала-де-ла-Аламеда (Креация создана королем Испании Филиппом II) | |                                                                 |
| I                                                                              | Педро Лопес Портокарреро (ок. 1525—1599), сын Гарси Лопеса Портокарреро, сеньора де Чусена (?-1526), и Аны де Серватон, баронессы де Антелья | 1574-1599                                                       |
| II                                                                             | Антония Портокарреро и Карденас (?-1613), дочь предыдущего и Эльвиры де Карденас и Толедо, 4-й сеньоры де Лобон | 1599-1613                                                       |
| III                                                                            | Ана Франсиска Энрикес де Рибера и Портокарреро (1613—1645), дочь предыдущей и Педро Хирона де Риберы (1586—1633) | 1613-1645                                                       |
| IV                                                                             | Хуан Франсиско де ла Серда и Энрикес де Рибера (1637—1691), старший сын предыдущей и Антонио Хуана Луиса де ла Серды, 7-го герцога де Мединасели (1607—1671) | 1645-1691                                                       |
| V                                                                              | Луис Франсиско де ла Серда и Арагон (1660—1711), старший сын предыдущего и Каталины Антонии де Арагон Фольк де Кардона и Кордова, 9-й герцогини де Сегорбе (1635—1697) | 1691-1711                                                       |
| VI                                                                             | Николас Фернандес де Кордова и де ла Серда (1682—1739), сын Луиса Маурисио Фернандеса де Кордовы и Фигероа, 7-го маркиза де Прьего (1650—1690), и Феличе Марии де ла Серда и Арагон (1657—1709), племянник предыдущего | 1711-1739                                                       |
| VII                                                                            | Луис Антонио Фернандес де Кордова и Спинола (1704—1768), старший сын предыдущего и Херонимы Марии Спинолы де ла Серды (1687—1757) | 1739-1768                                                       |
| VIII                                                                           | Педро де Алькантара Фернандес де Кордова и Монкада (1730—1789), единственный сын предыдущего и Марии Терезы де Монкада и Бенавидес, 7-й маркизы де Айтона (1707—1756) | 1768-1789                                                       |
| IX                                                                             | Луис Мария Фернандес де Кордова и Гонзага (1749—1806), старший сын предыдущего и Марии Франсиски Хавьеры Гонзага и Караччиоло (1731—1757) | 1789-1806                                                       |
| X                                                                              | Луис Фернандес де Кордова и Бенавидес (1780—1840), старший сын предыдущего и Хоакины Марии де Бенавидес и Пачеко, 3-й герцогини де Сантистебан-дель-Пуэрто (1746—1805) | 1806-1840                                                       |
| XI                                                                             | Луис Фернандес де Кордова и Понсе де Леон (1813—1873), старший сын предыдущего и Марии де ла Консепсьон Понсе де Леон и Карвахаль (1783—1856) | 1840-1873                                                       |
| XII                                                                            | Луис Фернандес де Кордова и Перес де Баррадас (1851—1879), старший сын предыдущего и Анхелы Аполонии Перес де Баррадас и Бернуй, 1-й герцогини де Дения и Тарифа (1827—1903) | 1873-1879                                                       |
| XIII                                                                           | Луис Фернандес де Кордова и Салаберт (1880—1956), единственный сын предыдущего и Касильды Ремигии де Салаберт и Артеага, 8-й маркизы де ла Торресилья (1858—1936) | 1880-1956                                                       |
| XIV                                                                            | Виктория Евгения Фернандес де Кордова и Фернандес де Энестроса (1917—2013), старшая дочь предыдущего от первого брака с Анной Марией Фернандес де Хенестроса и Гайосо де лос Кобос (1879—1938) | 1959-2013                                                       |
| XV                                                                             | Виктория Елизавета фон Гогенлоэ-Лангенбург и Шмидт-Полекс (род. 1997), дочь принца Марко Гогенлоэ-Лангенбурга (1962—2016), и Сандры Шмидт-Полекс (род. 1968), внучка принца Макса фон Гогенлоэ-Лангенбурга (1931—1994), и Анны Луизы де Медина и Фернандес де Кордовы, 13-й маркизы де Наваэрмоса и 9-й графини де Офалия (1940—2012), единственной дочери Виктории Евгении Фернандес де Кордовы, 18-й герцогини де Мединасели (1917—2013) | 2018 — настоящее время                                          |